# Кам'янець-Жировицька волость
Кам'янець-Жировицька волость — адміністративно-територіальна одиниця Берестейського повіту Гродненської губернії Російської імперії. Волосний центр — село Кам'яниця-Жировецька.
На 1885 р. у волості налічувалось 19 сіл (об'єднаних у 12 громад), 327 дворів, 1 928 чоловіків і 1 771 жінка, 13 199 десятин землі (4 514 десятин орної).
За Берестейським миром, підписаним 9 лютого 1918 року територія волості ввійшла до складу Української Народної Республіки.

## У складі Польщі
Після окупації в лютому 1919 р. поляками Полісся волость назвали ґміна Камєніца Жировєцка, входила до Берестейського повіту Поліського воєводства Польської республіки. Центром ґміни було село Кам'яниця-Жировецька.
За переписом 1921 року в 34 поселеннях ґміни налічувалось 453 будинки і 2955 мешканців (192 римокатолики, 2754 православні, 1 євангеліст і 8 юдеїв).
Розпорядженням Міністра внутрішніх справ Польщі 23 березня 1928 р. до ґміни приєднано ліквідовану ґміну Радваніче.
Зі ґміни вилучалась частина території та приєднувалась до Берестя 21 червня 1929 р. і 29 листопада 1933  р.
Волость (ґміна) ліквідована 15 січня 1940 року через утворення Берестейського району.